# G☆Girls
G☆Girls（ジー・ガールズ）は、2011年7月から2018年9月まで活動していた写真週刊誌『FLASH』発のグラビアアイドルユニット。
メンバーは主にミスFLASHとファイナリストから選出されていた。G★GirlsやG-Girlsと表記されることもあるが、G☆Girlsが正式な名称である。

## 略歴
- 2011年
  - 7月、ミスFLASH2011の4名とファイナリスト5名（計9名）によるユニット「G☆Girls」第1期メンバーが結成
  - 9月14日、1stシングル「魔法をかけてLove Me Do」を発売　本作の解説によると、「KARA、少女時代など韓流アイドルユニットが日本を熱狂の渦に巻き込む中、純国産のグラドル･ユニットが立ち上がった！写真週刊誌『FLASH』が主催するグラドル発掘オーディション“ミスFLASH2011グランプリ”に輝いた4人と、惜しくも選考で敗れたがタレントとして無限の才能を秘めている5人の計9人で“G☆Girls”が結成された。“GGirls”の“G”とはGravure(グラビア)を表し「歌って、踊れて、そしてグラビアで魅せる」をモットーに9人のグラドルたちが日本のエンターテインメント界を席巻する日は近い！」とあり、結成当時の世相と意気込みを反映している。
- 2012年
  - 1月、ミスFLASH2011の4名が退任に付き活動休止
  - 7月、ミスFLASH2012の遠野・葉加瀬、第1期メンバーから引き続き石原・大津・椎名・堀口に新顔として野村を加えた7名で「G☆Girls」第2期メンバーが結成
  - 8月1日、2ndシングル「tik tok」を発売
  - 9月1日、第1期からのメンバー・大津脱退
  - 12月、第2期メンバーの活動終了
- 2013年
  - 1月、第3期メンバーは、総入れ替えオーディションを実施
  - 2月16日、オーディション最終選考（撮影会）を実施
  - 2月25日、オーディション最終選考（ネット生放送）を実施
  - 3月12日、第3期メンバー並びにリーダー（椎名）の発表・活動開始
  - 7月24日、3rdシングル「Shining Days × ほしいのに、YOU」発売
  - 11月15日、初のワンマンライブ「Beginning」を開催
- 2014年
  - 3月19日、4thシングル「FIVE COLOR × Mirror Mirror」発売
  - 4月19日、2ndワンマンライブ「REBIRTH」を開催　第4期新入メンバー（尾崎・kagami）の発表・活動開始
  - 8月23日、3rdワンマンライブ「SONGS」を開催　野村卒業
  - 10月9日、主催ライブ「Prime Night～last night～」にて神山加入
  - 11月26日、5thシングル「RAINMAKER」発売
  - 12月30日、4thワンマンライブ「REVOLUTION」を開催　リーダー椎名卒業　リーダー不在で活動継続
- 2015年
  - 3月26日、主催ライブをもって青木・神山卒業
  - 4月24日、第5期新入メンバー（星乃・あべ）並びに新リーダー（尾崎）の発表・活動開始
  - 7月22日、主催ライブにて北出・望月加入
  - 8月以降、階戸とあべの欠席が続く
  - 11月30日、あべ脱退（文書による発表）
- 2016年
  - 2月26日、主催ライブをもって階戸卒業
  - 3月26日、第6期新入メンバー（樹）の発表
  - 4月2日、G☆Girls撮影会＆オフ会で樹の活動開始
  - 9月17日、主催ライブをもってリーダー尾崎卒業　新リーダーは北出に
  - 11月13日、主催ライブにて2017年春のメジャーデビューが発表された
- 2017年
  - 1月9日、主催ライブにて第7期新入メンバー（堀・月城）並びにメジャーデビュー曲「ダイヤモンドラブ」の発表・活動開始（月城は病欠）
  - 2月5日、主催ライブにて第7期全メンバーの披露、「ダイヤモンドラブ」のカップリング曲「FURACHI」が発表された
  - 3月3日、tokyo toricoから「ダイヤモンドラブ c/w FURACHI」がリリースされ、メジャーデビューを果たした
  - 6月10日、主催ライブにてライブ専用の新曲「too late to be good」の発表及び、8月にメジャー第2弾シングルのリリースが告知された
  - 8月23日、tokyo toricoからメジャー第2弾「熱っ波っ波 c/w TOKYOシンデレラ」をリリース
  - 11月6日、望月脱退（文書による発表）[2]
  - 11月23日、5thワンマンライブ「PROGRESS」を開催　2018年2月に5thワンマンライブのDVD発売、2018年3月にメジャー第3弾シングルのリリースが告知された
- 2018年
  - 2月14日、ライブDVD「G☆Girls LIVE V -PROGRESS」を発売
  - 2月22日、主催ライブにてメジャー第3弾シングルのタイトル曲「Raise a Flag」が発表された
  - 3月14日、tokyo toricoからメジャー第3弾「Raise a Flag c/w 春の風が吹く街に」をリリース
  - 5月31日、kagami脱退（文書による発表）[3]
  - 7月26日、定期ライブ後に公式サイトにて　9月16日の6thワンマンライブをもって解散することが発表された[4]
  - 8月23日、主催ライブにてアルバムに収録される新曲「GBS ～Girls Battle Stage」が発表された
  - 9月7日、堀が体調不良のため9月16日の6thワンマンライブを欠席することが告知された
  - 9月12日、tokyo toricoからアルバム「MUSIC CANDY」をリリース
  - 9月16日、6thワンマンライブ「G☆Girls LIVE VI -ONE & ONLY-」を開催、同日解散
  - 10月31日をもって公式ウェブサイト閉鎖
  - 11月17日、アルバム「MUSIC CANDY」デジタル配信開始

## メンバー

### 第1期メンバー
(2011年7月 ～ 2012年1月)
- 黒田有彩（ミスFLASH2011）
- 斎藤眞利奈（ミスFLASH2011）
- 鈴木ふみ奈（ミスFLASH2011）
- 仁藤みさき（ミスFLASH2011）
- 石原美優
- 大津琴子
- 椎名歩美
- しづか
- 堀口アンナ

### 第2期メンバー
(2012年7月 ～ 2012年12月)
- 石原美優
- 大津琴子（※2012年9月、脱退）
- 椎名歩美
- 遠野千夏（ミスFLASH2012）
- 野村麻衣
- 葉加瀬マイ（ミスFLASH2012）
- 堀口アンナ

### 第3期メンバー
(2013年3月12日 ～)
- 椎名歩美（担当カラー：緑　リーダー）
- 野村麻衣（担当カラー：黄）
- 青木まりな（担当カラー：青）
- 階戸瑠李（担当カラー：赤　ミスFLASH2013）
- 永井里菜（担当カラー：桃　ミスFLASH2013）

### 第4期メンバー
(2014年4月19日 ～)
- 椎名歩美（担当カラー：緑　リーダー　※2014年12月30日、卒業）
- 野村麻衣（担当カラー：黄　※2014年8月23日、卒業）
- 青木まりな（担当カラー：青　※2015年3月26日、卒業）
- 階戸瑠李（担当カラー：赤　ミスFLASH2013）
- 永井里菜（担当カラー：桃　ミスFLASH2013）
- 尾崎礼香（担当カラー：橙　ミスFLASH2014）
- kagami（担当カラー：紫　ミスFLASH2014）
- 神山エリカ（担当カラー：白　ミスFLASH2013ファイナリスト　※2014年10月、加入　2015年3月26日、卒業）

### 第5期メンバー
(2015年4月24日 ～)
- 階戸瑠李（担当カラー：赤　ミスFLASH2013　※2016年2月26日、卒業）
- 永井里菜（担当カラー：桃　ミスFLASH2013）
- 尾崎礼香（担当カラー：橙　リーダー　ミスFLASH2014）
- kagami（担当カラー：紫　ミスFLASH2014）
- 星乃まおり（担当カラー：黄　ミスFLASH2015）
- あべみほ（担当カラー：白　ミスFLASH2015　※2015年11月30日、脱退）
- 北出ゆい（担当カラー：緑　※2015年7月22日、加入）
- 望月リカ（担当カラー：青　※2015年7月22日、加入）

### 第6期メンバー
(2016年4月2日 ～)
- 永井里菜（担当カラー：桃　ミスFLASH2013）
- 尾崎礼香（担当カラー：橙　リーダー　ミスFLASH2014　※2016年9月17日、卒業）
- kagami（担当カラー：紫　ミスFLASH2014）
- 星乃まおり（担当カラー：黄　ミスFLASH2015）
- 北出ゆい（担当カラー：緑　リーダー（2016年9月～））
- 望月リカ（担当カラー：青）
- 樹智子 (担当カラー：白　ミスFLASH2016ファイナリスト)

### 第7期メンバー
(2017年1月9日 ～)
- 永井里菜（担当カラー：桃　ミスFLASH2013）
- kagami（担当カラー：紫　ミスFLASH2014　※2018年5月31日、脱退）
- 星乃まおり（担当カラー：黄　ミスFLASH2015）
- 北出ゆい（担当カラー：緑　リーダー）
- 望月リカ（担当カラー：青　※2017年11月6日、脱退）
- 樹智子 (担当カラー：白　ミスFLASH2016ファイナリスト)
- 堀アキ (担当カラー：金　ミスフーターズ2016日本代表)
- 月城まゆ (担当カラー：銀　ミスFLASH2017)

## 作品

### ライブDVD
- 「G☆Girls LIVE V -PROGRESS」（2018年2月14日発売）

### アルバム
- 「MUSIC CANDY」（2018年9月12日発売）

　　1. GBS ~GIRL’S BATTLE STAGE~
　　2. 春の風が吹く街に
　　3. TOKYOシンデレラ
　　4. ダイヤモンドラブ
　　5. 君と2人で
　　6. Too Late To Be Good
　　7. FURACHI
　　8. 熱っ波っ波 ~NE-PPA-PPA~
　　9. ヒカリ　（※　FIVE COLOR リメイク)
　　10. Raise a Flag
　　11. Shining Days

### シングル
|     | 発売日         | タイトル                       | 収録曲                            |
| --- | -------------- | ------------------------------ | --------------------------------- |
| 1st | 2011年9月14日  | 魔法をかけてLove Me Do         | 魔法をかけてLove Me Do , SPY GAME |
| 2nd | 2012年8月1日   | tik tok                        | tik tok , BOMB!!                  |
| 3rd | 2013年7月24日  | Shining Days × ほしいのに、YOU | Shining Days , ほしいのに、YOU    |
| 4th | 2014年3月19日  | FIVE COLOR × Mirror Mirror     | FIVE COLOR , Mirror Mirror        |
| 5th | 2014年11月26日 | RAINMAKER                      | RAINMAKER , RED LIGHT GREEN LIGHT |
| 6th | 2017年3月3日   | ダイヤモンドラブ               | ダイヤモンドラブ , FURACHI        |
| 7th | 2017年8月23日  | 熱っ波っ波 NE-PPA-PPA          | 熱っ波っ波 , TOKYOシンデレラ      |
| 8th | 2018年3月14日  | Raise a Flag                   | Raise a Flag , 春の風が吹く街に   |

### ライブ専用曲
- 「Here and Now」（2015年冬頃）
- 「too late to be good」（2017年6月10日発表、アルバム「MUSIC CANDY」に収録）

## 出演
※個人出演時も含め「（G☆Girls）」表記で出演のみ掲載

### テレビ放送
- Nightスプラッシュ（J：COM10月26日）※「G☆Girls」一部メンバー出演
- つんつべ♂（TOKYO MX、2011年11月11日、18日及び25日[5]）※G☆Girls代表として黒田・鈴木・仁藤出演
- 秋葉系アイドルチャンネル（BS11、2011年11月24日）※「G☆Girls」一部メンバー出演
- ガールズトーク〜十人のシスターたち〜 第25 - 26話（2012年12月4日、テレビ朝日）※野村「あるば役」で出演
- サタデーLIVE 最終回（TOKYO MX、2013年9月28日） - 3期メンバー全員出演し「Shining Days」を披露
- きみだけTV（2017年3月、TOKYO MX）
- アイドルお宝くじ（2017年6月2日、テレビ朝日）

### 新聞・雑誌
- 「FLASHダイアモンド 」（2016年4月30日増刊号、光文社）「G☆Girlsが実食!!「水着で汗だくラーメン道」～超実力店６店を直撃～」

### インターネット放送
- TOKYO AFTER6（Suono Dolce、2011年9月15日）

### イベント
- G☆Girls撮影会＆オフ会（四谷・ボナスタジオ、2016年4月2日）
- 武道館アイドル博2017（東京・日本武道館、2017年5月6日）[6]